# Romagna
Romagna (romanjolski: Rumâgna) povijesna je regija Italije čije područje otprilike odgovara jugoistočnom dijelu današnje regije Emilia-Romagna. Tradicionalno se graničila s Apeninima na jugozapadu, Jadranom na istoku te rijekama Reno i Sillaro na sjeveru i zapadu. Najveći gradovi područja su Ravenna, Cesena, Faenza, Forlì, Imola, Rimini i  Grad San Marino (San Marino je samostalna država u povijesnoj regiji Romagna). Regija se nedavno proširila s pripajanjem sedam općina (Casteldelci, Maiolo, Novafeltria, Pennabilli, San Leo, Sant'Agata Feltria, Talamello) iz regije Marche, a u kojima se govori romanjolski dijalekt.

## Etimologija
Naziv  Romagna dolazi od latinske riječi Romània, koja je ispočetka bila opći naziv za "zemlju koju nastanjuju Rimljani", a koja se prvi put pojavljuje u latinskim dokumentima iz 5. st. Kasnije je dobila uže značenje i odnosila se na "teritorij pod istočnorimskom vlašću", a čiji su se građani zvalji Rimljanima (Romàioi na grčkom) i smatrali nasljednicima carskog Rima. Tako se izraz Romània počeo koristiti za teritorij Ravenskog egzarhata nasuprot drugih dijelova Sjeverne Italije pod langobardskom vlašću, a koje su se zvale Langobardija i Lombardija. Romània je kasnije postala Romandìola na vulgarnom latinskom, a što znači "mala Romània", te postala Romagna u suvremenom dobu.

## Vanjske poveznice
- "Other Romagna", a local institution
- La Romagna (tal.)
- RomagnaOggi.it, a newspaper serving the region online (tal.)
- Romagna2020.it, official website of a local committee promoting a 2020 Olympics bid   Arhivirana inačica izvorne stranice od 27. studenoga 2018. (Wayback Machine) (tal.)